# 진천 김유신 탄생지와 태실
진천 김유신 탄생지와 태실(鎭川 金庾信 誕生址와 胎室)은 대한민국 충청북도 진천군 진천읍 상계리에 있는, 신라 김유신 장군이 태어난 곳과 그의 태실이다. 1999년 6월 11일 대한민국의 사적 제414호 김유신탄생지및태실로 지정되었다가, 2011년 7월 28일 진천 김유신 탄생지와 태실로 명칭이 변경되었다.

## 개요
신라가 삼국통일을 이룩하는데 중요한 역할을 한 김유신 장군이 태어난 곳과 그의 태실이다. 태실은 아이가 출산한 뒤 나오는 탯줄을 보관하는 곳을 말한다.
김유신이 태어난 곳은 만노군 태수로 부임한 김유신 장군의 아버지 김서현 장군이 집무를 보던 곳이다. 김유신 장군의 태실은 태령산성의 정상부에 있으며 자연석을 둥글게 기단으로 쌓고 주위에 돌담을 쌓아 신령스런 구역임을 나타내고 있다. 원형으로 3단의 석축을 쌓은 뒤, 그 위에 흙을 덮은 봉분형으로 우리나라에서 가장 오래된 태실의 형태를 갖추고 있다.
탄생지 뒤편에 있는 태령산성은 태실을 둘러싼 돌담의 성격으로, 고대 신라의 산성 축조술을 엿볼 수 있는 곳이기도 하다.

## 같이 보기
- 김유신

## 참고 자료
- 진천 김유신 탄생지와 태실 - 국가유산청 국가유산포털